# Ушастая горлица
Уша́стая го́рлица (лат. Zenaida auriculata) — вид птиц из семейства голубиных. Эта птица имеет оливково-коричневое оперение спины, голубовато-серый затылок, розоватую грудь и светлое брюхо; около глаза проходят две чёрные полосы. Вид широко распространён в Южной Америке, некоторые гнездовые колонии состоят из пяти миллионов особей. Горлицы наносят ущерб сельскому хозяйству: в ряде регионов ушастые горлицы питаются преимущественно культурными растениями.
Ушастая горлица была описана Марком Атанасом Парфе Эйе Де Мюром в 1847 году. Ближайшими родственниками считаются североамериканская плачущая горлица и сокоррский голубь, ранее обитавший на тихоокеанском острове Сокорро. Международный союз орнитологов выделяет 11 подвидов ушастой горлицы.

## Описание
Маленький голубь. У самца ушастой горлицы длина тела составляет 22—28 см, масса — 102—125 г, у самки — 22—26 см и около 95 г соответственно. В посвящённой голубям мира работе 2010 года Дэвида Гиббса (David Gibbs), Юстака Барнса (Eustace Barnes) и Джона Кокса (John Cox) при схожей длине тела указана масса 120—180 г, длина крыла — 135—163 мм, хвоста — 84—89 мм, клюва — 16 мм и цевки — 26—28 мм.
Темя и затылок ушастой горлицы окрашены в голубовато-серый цвет, остальная часть головы, а также шея и грудь, имеют оттенки от розоватого до пурпурно-жёлтого, брюхо и подхвостье — желтоватые или кремовые. Оперение сверху оливково-коричневое, на крыльях чёрные отметины. Первостепенные и внешние второстепенные маховые перья чёрные с белыми кончиками. Под глазом и за ним проходят чёрные полосы, около глаза тускло-чёрное верхнее пятно и переливающееся синее нижнее; по сторонам шеи розовые или бронзовые переливающиеся пятна. Центральные рулевые перья оливково-коричневые, за ними следуют серые с чёрной центральной полосой, а последующие рулевые перья при том же окрасе имеют также белое пятно на кончиках. Радужка глаза коричневая или красновато-коричневая, вокруг него голубоватая или серая кожа; клюв тёмно-серый или чёрный; ноги красные. Оперение самки более тусклое; менее розовое снизу, менее голубовато-серое — на затылке, менее блестящее — на боках шеи. У молодых и взрослых особей оперение крыльев и хвоста схожи; у молодых птиц оперение спереди тусклое светло-охристое, со светлыми кончиками перьев, которые наблюдаются также у кроющих перьев крыла и лопатки. На остальных кроющих перьях крыла могут встречаться небольшие тускло-белые клиновидные пестрины; отсутствует металлический блеск оперения по сторонам шеи. Различные подвиды ушастой горлицы имеют свои особенности окраски оперения. У северных подвидов оперение снизу обычно более красновато-розовое, а сверху — более тёмное серовато-коричневое с рыжими кончиками внешних рулевых перьев.
Ушастая горлица отличается от обитающих на той же территории представителей родов голуби (Columba) и Patagioenas размерами, формой и полётом. Крупные голуби обладают более закруглёнными крыльями и обычно медленнее, чем ушастая горлица. Кроме того, они меньше времени проводят на земле, исключение составляют темнохвостый голубь (Patagioenas picazuro) и пятнистый голубь (Patagioenas maculosa). Хвост голубей-лептотил (Leptotila) обычно квадратной формы, внешние рулевые перья имеют белые кончики, а само оперение в целом светлее, чем у ушастой горлицы. Обитающая на островах антильская горлица (Zenaida aurita) обладает схожими размерами, но темнее ушастой горлицы, а оперение снизу у неё более рыжее. Кроме того, когда она ходит по земле, у неё более длинные ноги. На самок ушастой горлицы похожи меньшие по размеру голубая земляная горлица (Claravis pretiosa), полосатокрылая земляная горлица (Claravis geoffroyi), пурпурногрудая земляная горлица (Paraclaravis mondetoura), которые обычно встречаются в парах с самцами и обладают отличительными сиреневыми пятнами на кроющих перьях крыла. Обитающая в Южной Америке ушастая горлица часто противопоставляется плачущей горлице (Zenaida macroura) из Северной Америки, которая обладает более длинным хвостом. Их вокализация схожа.
Звуковые сигналы ушастой горлицы представляют собой низкое и хриплое воркование «whoo’oOO…hu…hu…hu», иногда без подчёркнутого, обычно состоящего из двух частей первого сигнала — «hoo…hu…hu…hu». Время от времени птицы издают низкий звуковой сигнал «ohrrrr».

## Распространение

Ареал

### Ареал и среда обитания
Ушастая горлица широко распространена в Южной Америке, особенно на юге континента. Площадь её непосредственного ареала (англ. extend of occurence) составляет 24 300 000 км². Может подниматься на высоту до 4400 метров над уровнем моря, но преимущественно встречается на высоте до 2000 метров. В Боливии птиц отмечали на высоте 4400 метров, в других районах Анд — 3500 метров. Недавно птицы распространились на острова Сент-Люсия, Сент-Винсент, Барбадос, Мартиника, Триндади-э-Мартин-Вас. С 2002 года увеличилось число наблюдений во Французской Гвинее. Изредка птиц отмечали в Коста-Рике, на Фолклендских островах и на острове Статен-Айленд.
Ушастая горлица предпочитает засушливые или полузасушливые территории с кустарниками, редкими деревьями или неоднородными лесами, избегает тропических лесов. В провинции Чако в Аргентине вид встречается в зарослях терновника с редкими вкраплениями деревьев родов прозопис (Prosopis) и акация (Acacia). На острове Тринидад населяет мангровые заросли и саванну. Может обитать на полях и пастбищах, встречается в крупных городах.
В одних регионах птицы осуществляют сезонные миграции, в то время как в других — следуют за созреванием пищи. На северо-востоке Бразилии (штаты Пиауи, Сеара, Риу-Гранди-ду-Норти) в апреле — июне каждые 2—3 года птицы объединяются в огромные стаи. Энрике Бачер (Enrique H. Bucher) сравнил миграцию ушастой горлицы с перелётами странствующего голубя (Ectopistes migratorius) в Северной Америке и бронзовокрылого фапса-арлекина (Phaps histrionica) в Австралии. В Аргентине птицы ведут кочевой образ жизни, после размножения используя гнёзда в качестве насестов и рассеиваясь в поисках пищи. Они возвращаются на свои традиционные места даже после вырубки леса, устраиваясь на ночлег на земле или низких кустарниках. Послегнездовые стаи в Тринидаде и Тобаго могут достигать размеров 50—100 особей.

### Численность и охранный статус
Ушастая горлица является самым многочисленным южноамериканским голубем. Международный союз охраны природы относит вид к вызывающим наименьшие опасения (LC). Предполагается, что популяция увеличивается, поскольку деградация среды обитания создаёт новые подходящие территории. В частности, вырубка лесов в Бразилии создала условия для распространения ушастой горлицы на северо-востоке штата Эспириту-Санту.
Горлицы многочисленны и являются объектом охоты. В горных районах провинции Кордова в Аргентине охотники могут отстреливать до 1000 птиц в день. В Бразилии, где отстрел голубей запрещён, в целях борьбы с уроном для посевов в 1993—1994 годы была проведена компания по сбору яиц и птенцов ушастой горлицы, однако она не принесла достаточных результатов.

## Питание
Особенности рациона ушастой горлицы значительно различаются в зависимости от региона и от сезона.
В Аргентине семена культурных растений, включая сорго двуцветное (Sorghum bicolor), пшеницу мягкую (Triticum aestivum), просо обыкновенное (Panicum miliaceum), составляют до 85 % рациона ушастой горлицы, а семена диких растений, преимущественно трав Echinochloa colona, Setaria pampeana, амарант (Amaranthus) и марь белая (Chenopodium album), встречаются реже. В ещё меньшем количестве были отмечены семена молочая (Euphorbia) и кротона (Croton), которые обычно прорастают после сильных дождей в ноябре — марте. Кроме того, рацион птиц включает маис (Zea mays), арахис (Arachis hypogaea), подсолнечник однолетний (Helianthus annuus).
Схожее влияние ушастых горлиц на посевы было отмечено в штате Сан-Паулу в Бразилии: птицы предпочитают кукурузу, пшеницу, рис и соевые бобы. Около 70 % рациона составляют семена культурных растений. Фермеры особенно страдают от поедания проросших соевых бобов. В рацион также попадают дикорастущие Euphorbia terracina, Urochloa plantaginea, Commelina benghalensis. В экологическом регионе каатинга в Бразилии в 1970-е годы основу рациона составляли Croton jacobinensis (76 % рациона), Dalechampia meridionalis (9 %) и Euphorbia comosa (6 %). В некоторых случаях количество кротона в рационе достигало 96 %. В каатинге созревание кротона синхронизировано и напрямую связано с краткосрочным сезоном дождей; оно проходит волной с юго-запада на северо-восток и предваряет массовое появление ушастой горлицы.
Ушастая горлица является основным вредителем посевов сорго в Венесуэле и Колумбии. Вместе с тем в Чили ушастая горлица имеет универсальный рацион, который включает большое количество сорной травы. Анализ желудков птиц в области Ньюбле в Чили показал девять сорных и один культивируемый вид злаков из 28 обнаруженных таксонов в летнее время и 12 сорных и три культивируемых вида из 24 таксонов в зимнее. Наиболее потребляемыми летними видами были синяк обыкновенный (Echium vulgare), представители родов пшеница (Triticum) и горошек (Vicia), а зимними — пшеница, горошек посевной (Vicia sativa), синяк обыкновенный и растения подсемейства маревые (Chenopodiaceae).
В Лиме и Куско в Перу, а также в Кито в Эквадоре, птицы питаются на улицах, в парках и садах вместе с сизым голубем (Columba livia).

## Размножение

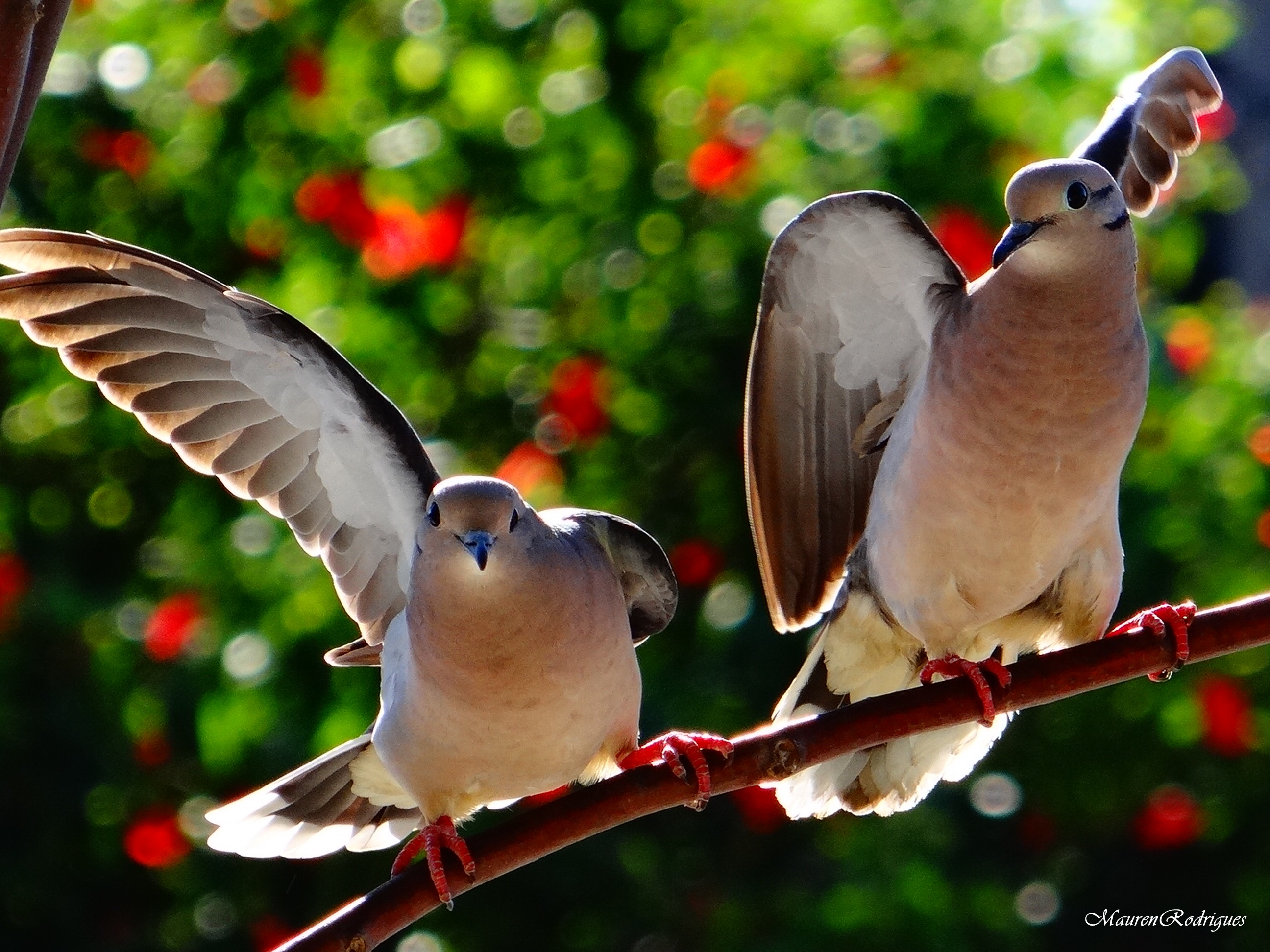
Пара птиц

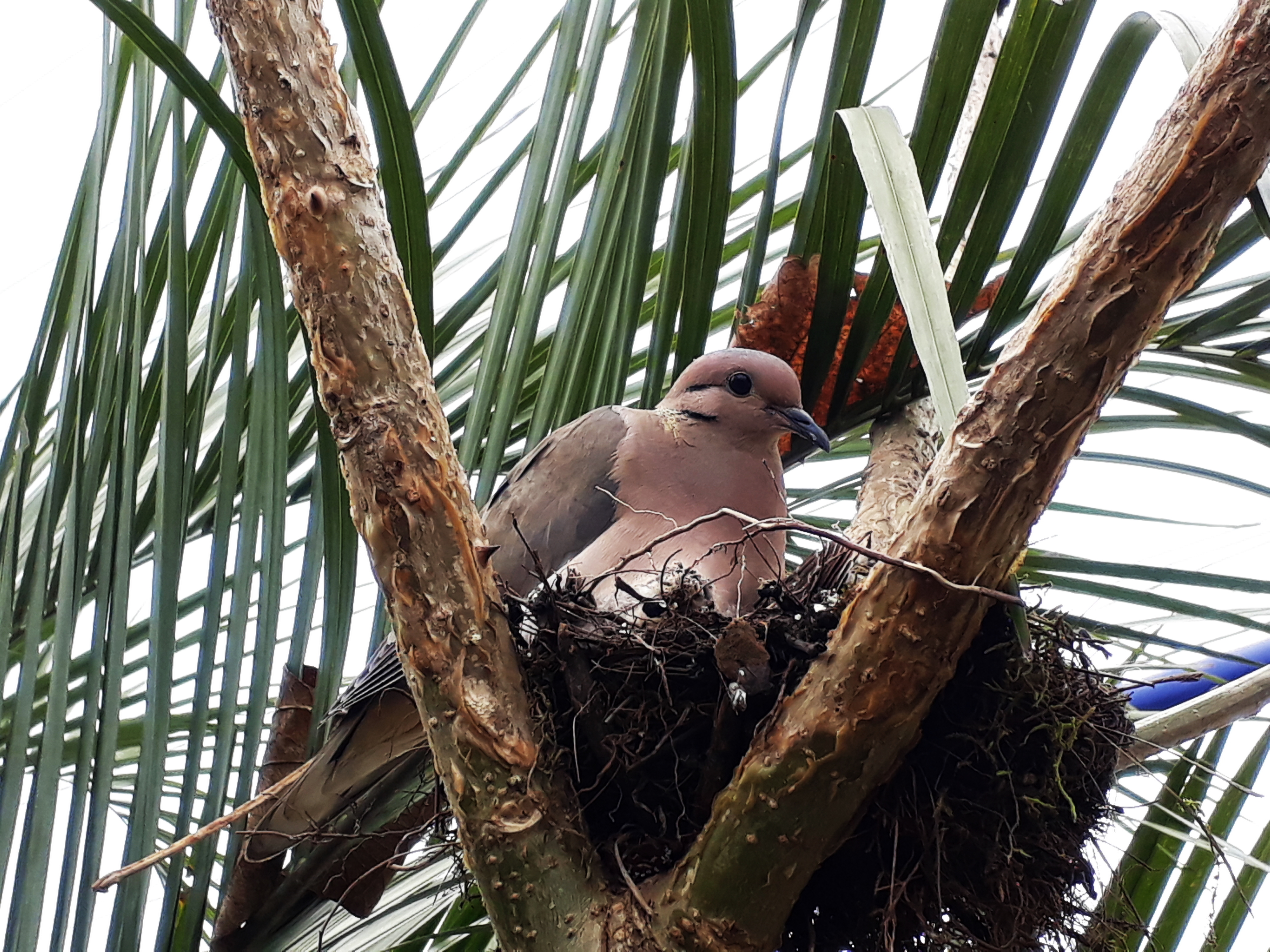
Гнездо на дереве

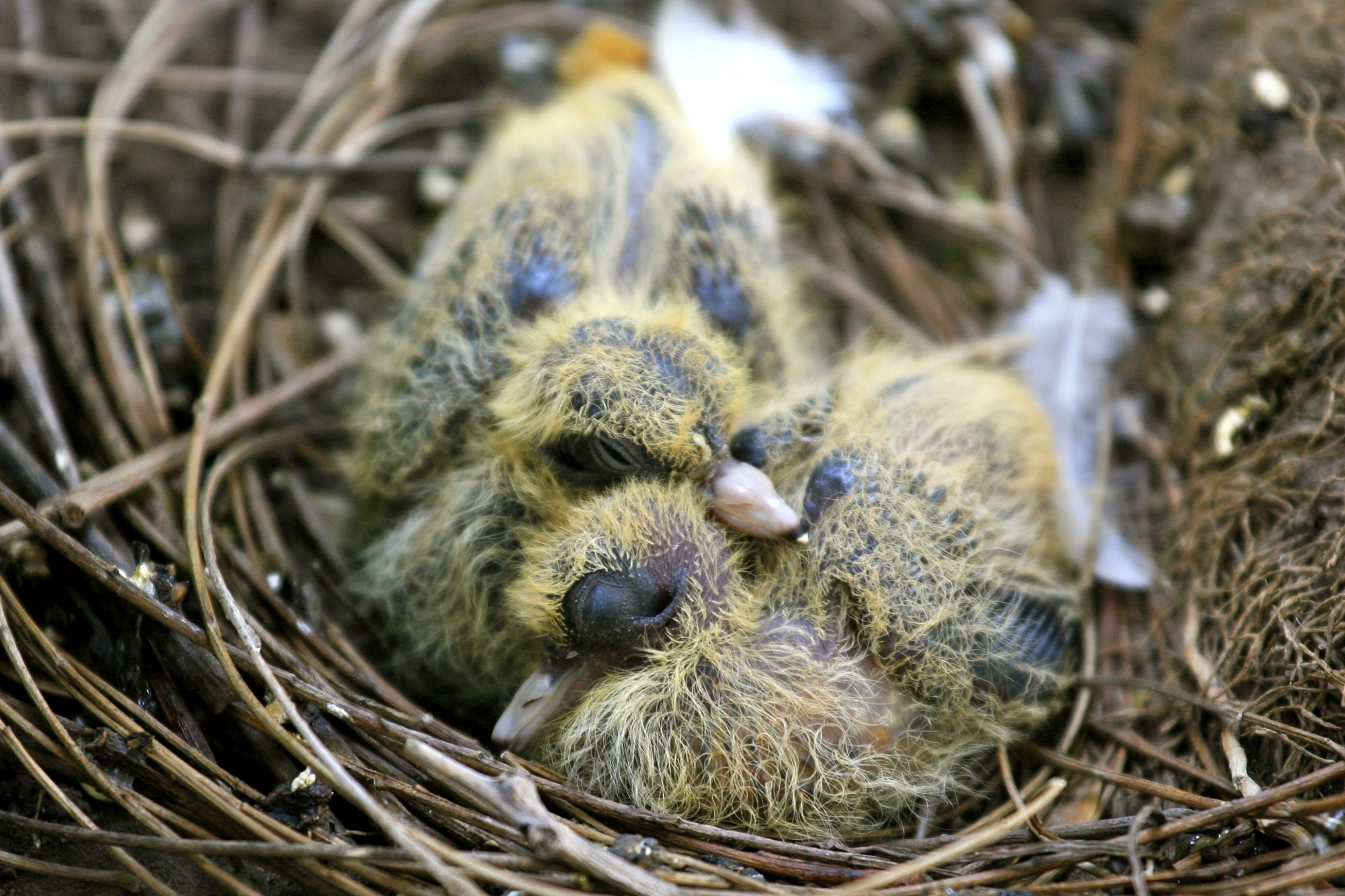
Птенцы в гнезде

Сезон размножения ушастой горлицы зависит от региона и может быть синхронизирован с наличием семян сельскохозяйственных культур. При одном пике размножения в Аргентине гнездование отмечают с апреля по август или сентябрь, в некоторых районах Бразилии — с февраля по июнь. В некоторых регионах отмечают два пика размножения: в Тринидаде — с декабря по январь и с марта по сентябрь, в некоторых районах Бразилии — с февраля по май и с августа по ноябрь. В Колумбии птицы гнездятся с марта по август, в Венесуэле с апреля по ноябрь. В богатых зерном сельскохозяйственных районах птицы размножаются внесезонно, несколько раз в год.
Ушастые горлицы часто устраиваются на земле, формируя в возделываемых регионах Аргентины и Бразилии колонии до 1—5 миллионов особей. Бачер полагал, что колонии формируются в разных местах, а их размеры могут составлять 1 км в ширину и до 5 км в длину (при этом в конце XIX века протяжённость колонии могла составлять десятки километров). Он отмечал, что птицы строят новые гнёзда только с одной стороны колонии, формируя так называемую «волну». Размеры регулярной колонии на плантации сахарного тростника в Сан-Паулу достигают 4 миллионов особей. Гнёзда расположены на земле вдоль рядов растений, иногда в качестве основания птицы укладывают мёртвые листья, которые формируют подобие гнезда. Большой пик размножения отмечают в конце февраля; за ним следует три дополнительных пика. Вместе с тем синхронность отсутствовала в центральных районах Аргентины.
В Тринидаде ушастая горлица строит небольшое гнездо из палочек на высоте 1—18 метров. В Бразилии гнёзда могут располагаться на Bromelia laciniosa и Pilosocereus gounellei, где они защищены колючей растительностью. На островах Фернанду-ди-Норонья гнёзда расположены на камнях и соседствуют с гнёздами морских птиц. В устье Амазонки и вдоль Параны птицы также устраивают гнёзда на земле. В окрестностях города Корриентес на севере Аргентины было отмечено гнездо на балке заброшенного фермерского дома. В 1970-е годы в каатинге в Бразилии 4 из 165 гнёзд располагались над землёй, в то же время в Аргентине 1,7 % из 486 гнёзд были на земле. Расстояние между гнёздами может составлять 30—40 см. И в Аргентине, и в Бразилии на яйца и птенцов охотятся онцилла (Leopardus tigrinus), малый гризон (Galictis cuja), тайра (Eira barbara), серый четырёхглазый опоссум (Philander opossum), химахима (Milvago chimachima), гуира (Guira guira), Pseudoseisura cristata, а также ящерицы и змеи.
Кладка обычно состоит из двух яиц белого цвета. Насиживание яиц продолжается около 14 дней. Появившиеся на свет птенцы покрыты желтоватым пухом. Они покидают гнездо через 12—15 дней. Полный репродуктивный цикл от выбора места для гнезда до вылета птенцов, по оценкам Бачера, составляет 35—42 дня. Появление охотников около колонии во время кладки и насиживания яиц может вынудить птиц покинуть её раньше времени, но после появления птенцов на свет птицы обычно не бросают свои гнёзда.

## Систематика
Ушастая горлица была описана французским орнитологом Марком Атанасом Парфе Эйе Де Мюром в 1847 году.
Учёные относят ушастую горлицу к роду горлиц-зенайд (Zenaida) и противопоставляют этот вид плачущей горлице (Zenaida macroura), которая обитает в Северной Америке. Разделение этих видов произошло более двух миллионов лет назад, после формирования «моста» между Северной и Южной Америками, который позволил птицам распространиться. Другими представителями рода являются галапагосская горлица (Zenaida galapagoensis) с Галапагосских островов, Zenaida graysoni с острова Сокорро, белокрылая горлица (Zenaida asiatica), ареал которой включает Центральную Америку и южные регионы Северной Америки, Zenaida meloda, которая обитает вдоль западного побережья Южной Америки, антильская горлица (Zenaida aurita) с Антильских островов. Клада Z. asiatica + Z. meloda является сестринской по отношению к другим горлицам-зенайдам, среди которых Z. aurita родственна оставшимся. Ближайшими родственными видами ушастой горлицы являются плачущая горлица и Z. graysoni. Эти три вида одно время относили к роду Zenaidura. Ближайшими родами являются голуби-лептотилы (Leptotila) и земляные голуби (Geotrygon).

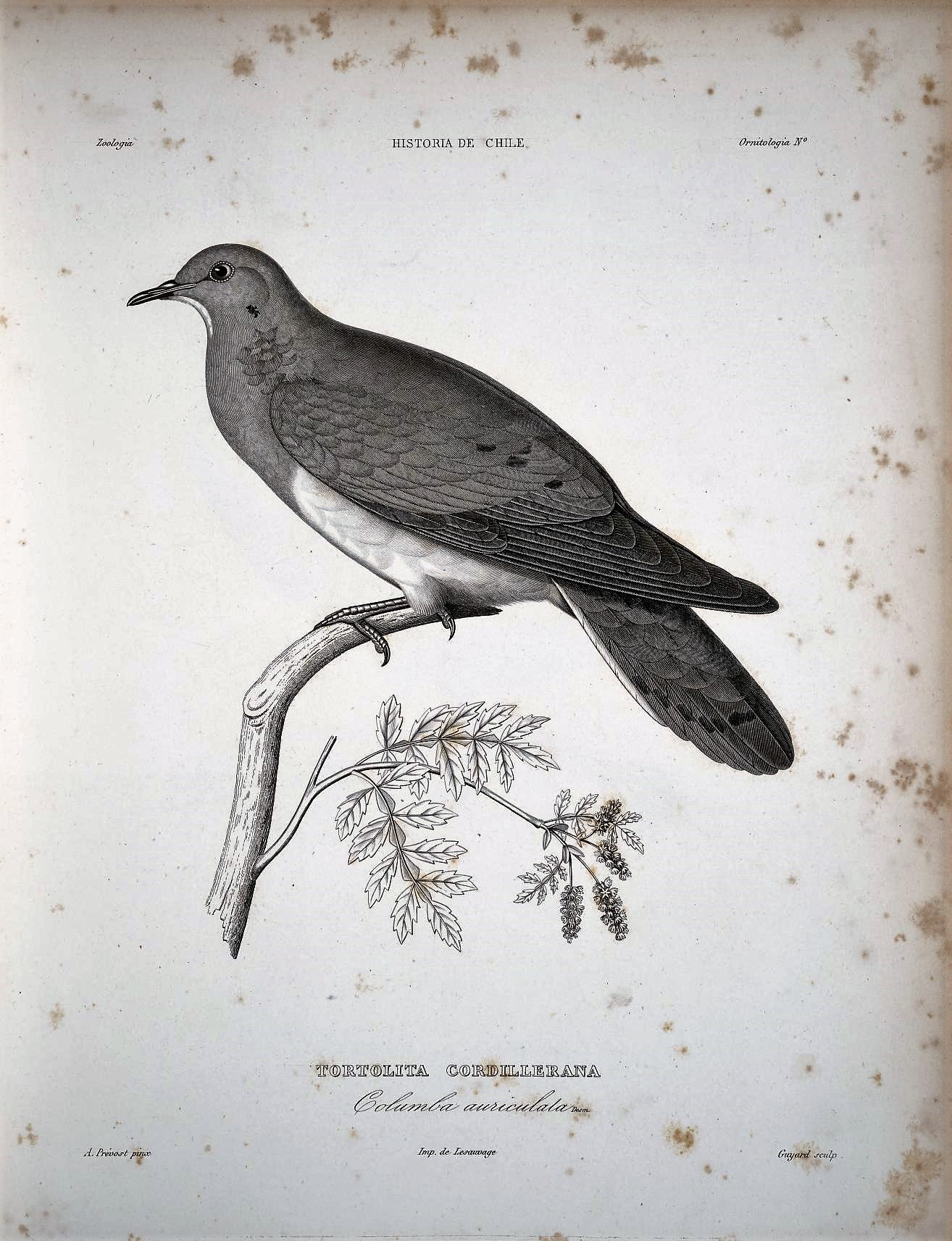
Columba auriculata, иллюстрация 1854 года

Международный союз орнитологов выделяет несколько подвидов ушастой горлицы:
- Zenaida auriculata caucae Chapman, 1922 — на западе Колумбии;
- Zenaida auriculata antioquiae Chapman, 1917 — на севере и в центральных районах Колумбии;
- Zenaida auriculata pentheria Bonaparte, 1855 — на востоке Колумбии и на западе Венесуэлы (ранее подвид назывался Z. a. ruficauda[3], Гиббс с соавторами используют это название[2]);
- Zenaida auriculata vinaceorufa Ridgway, 1884 — на Нидерландских Антильских островах;
- Zenaida auriculata stenura Bonaparte, 1855 — на Малых Антильских островах, острове Тринидад, в регионе от центральных районов Колумбии до Гвианы и севера Бразилии (подвид Z. a. rubripes считается младшим синонимом[3], Гиббс с соавторами используют это название и возводят описание подвида к Лоренсу в 1855 году[2]);
- Zenaida auriculata jessieae Ridgway, 1888 — в низовьях Амазонки в Бразилии;
- Zenaida auriculata marajoensis Berlepsch, 1913 — в эстуарии Амазонки в Бразилии;
- Zenaida auriculata noronha Chubb, 1919 — на северо-востоке Бразилии и островах Фернанду-ди-Норонья (Гиббс с соавторами возводят описание подвида к Шарпу в 1890 году[2]);
- Zenaida auriculata hypoleuca Bonaparte, 1855 — на западе Эквадора, в регионе от запада Перу до северо-запада Боливии, на севере Чили;
- Zenaida auriculata chrysauchenia Reichenbach, 1847 — в регионе от востока Боливии до центральных районов Бразилии и на юг до архипелага Огненная Земля (подвид Z. a. virgata считается младшим синонимом[3], Гиббс с соавторами используют это название и возводят описание подвида к Бертони в 1901 году[2]);
- Zenaida auriculata auriculata (Des Murs, 1847) — в центральных районах Чили, на западе и в центральных районах Аргентины.